# Nieri (condado)
Nieri (Nyeri) é um condado do Quênia situado na antiga província Central. Tem como capital a cidade de Nieri. De acordo com o censo de 2019, havia 759 164 habitantes. Possui 3 325 quilômetros quadrados de área.